# 네스프레소

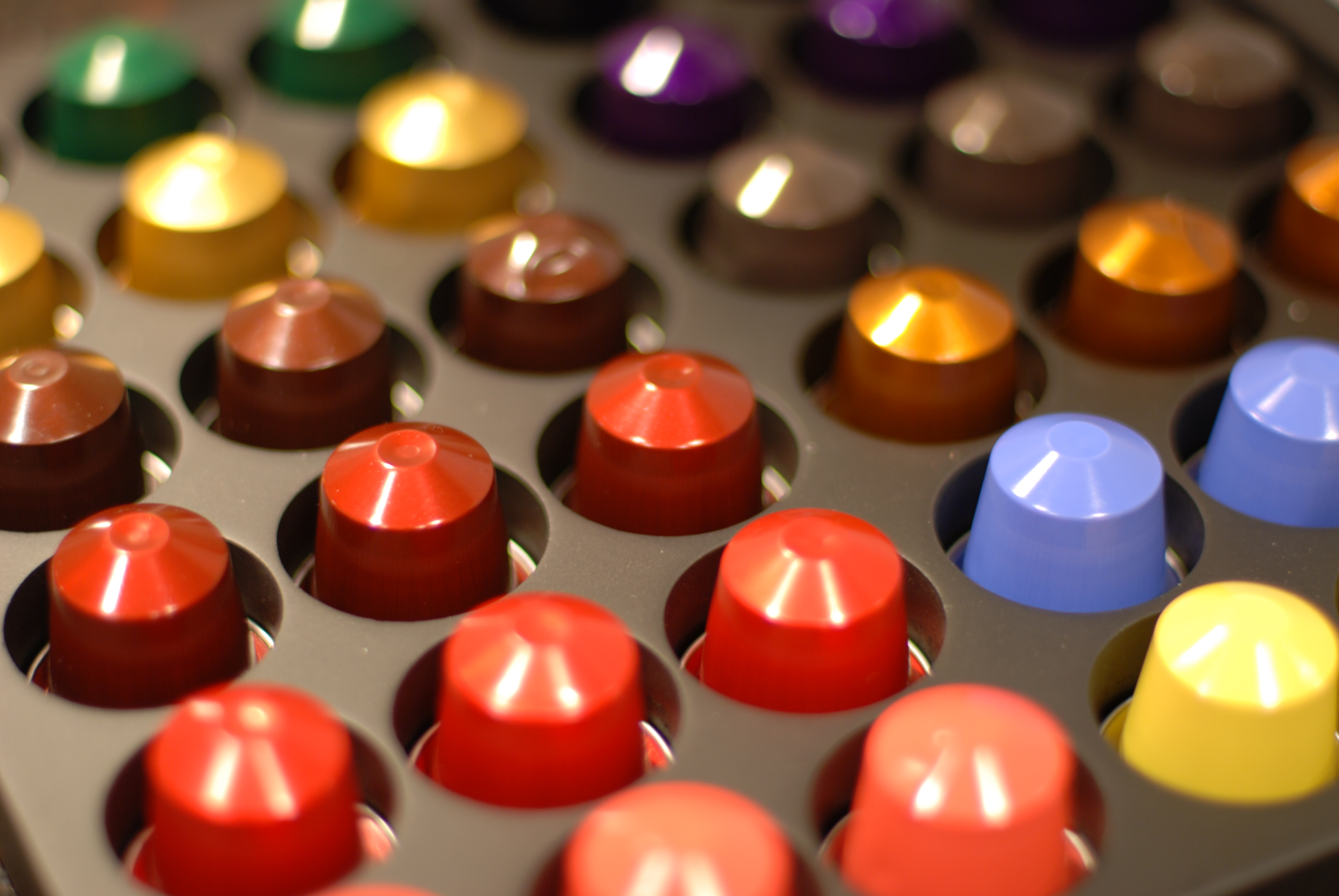
네스프레소 커피 캡슐. 각 색상은 다양한 종류의 커피를 상징한다.

네스프레소는 네슬레에서 만든 커피 브랜드이다. 네스프레소 기계를 통해 커피 캡슐에서 에스프레소를 추출한다. 기계에 캡슐을 넣으면 캡슐이 뚫리고 고압의 물이 나오면서 커피가 추출된다. 캡슐 한 개당 한 컵의 커피가 나온다. 2011년까지 네스프레소의 연간 매출액은 30억 스위스 프랑을 넘었다. 네스프레소라는 단어는 "네슬레"와 "에스프레소"의 합성어로 다른 네슬레 브랜드에서도 자주 찾아 볼 수 있는 브랜드 명명 방식이다. (네스카페, 네스퀵 등)

## 같이 보기
- 돌체 구스토